# خرس‌آرواره
خرس‌آرواره (نام علمی: Arctognathus) نام یک سرده از زیرراسته زشت‌سیمایان است.